# Siergiej Sinicyn
Siergiej Sinicyn, ros. Сергей Евгеньевич Синицын (ur. 4 czerwca 1983 w Jekaterynburgu) – rosyjski wspinacz sportowy. Specjalizował się we wspinaczce na czas oraz we wspinaczce klasycznej. Dwukrotny brązowy medalista mistrzostw świata we wspinaczce sportowej na czas z 2005 oraz z 2007. 

## Kariera sportowa
W 2005 w Niemczech w Monachium oraz w 2007 w hiszpańskim Avilés zdobył brązowe medale mistrzostw świata we wspinaczce sportowej w konkurencji wspinaczki na czas.
W 2002 w Chamonix oraz w 2006 w rodzinnym mieście Jekaterynburgu na mistrzostwach Europy wywalczył srebrne medale w konkurencji wspinaczki na czas. 
Uczestnik World Games w 2005 we Duisburgu, gdzie zdobył srebrny medal we wspinaczce na czas. Wielokrotny uczestnik, medalista prestiżowych, elitarnych zawodów wspinaczkowych Rock Master  we włoskim Arco, gdzie zdobył; 1 złoty, 2 srebrne i 1 brązowy medal.

## Osiągnięcia

### Mistrzostwa świata
| Konkurencje  | 2005 | 2007 | 2009 | 2011 | 2012 |
| Wsp. na czas | 3    | 3    | 6    | 17   | 4    |

### Mistrzostwa Europy
| Konkurencje  | 2002 | 2006 | 2008 | 2010 |
| Wsp. na czas | 2    | 2    | 8    | 5    |

### World Games
| Konkurencje  | 2005 |
| Wsp. na czas | 2    |

### Rock Master
| Konkurencje  | 2006 | 2007 | 2009 | 2010 | 2012 | 2013 |
| Wsp. na czas | 1    | 2    | 3    | 13   | 2    | 7    |